# Шеллингианство
Шеллингианство — Философия Шеллинга, развивавшаяся в русле немецкого идеализма с уклоном в натурфилософию. 

## Натурфилософия
Вся природа для Шеллинга есть дремлющая "интеллигенция" (нем. intelligentia, термин заимствованный у Фихте), приходящая к полному пробуждению в человеческом духе. Человек есть высшая цель природы. Основным принципом натурфилософии Шеллинга является единство. С точки зрения этого принципа вся природа представляет как бы один бесконечно разветвляющийся организм. Между неорганической и органической природой нет резких границ. Неорганическая природа сама производит из себя органическую. В основе как той, так и другой лежит единый жизненный процесс. Источником этого процесса является мировая душа (нем. Weltseele), оживляющая всю природу. 
Простейшим проявлением природы является материя. Шеллинг категорически отрицает атомистическую или корпускулярную теорию. В основу динамического процесса он полагает две самые общие и первоначальные "силы": притяжение и отталкивание. Границы материальных предметов суть не что иное, как границы действия сил притяжения и отталкивания. В гальванизме Шеллинг видел центральный процесс природы, представляющий переходный феномен от неорганической к органической природе. Основной темой натурфилософии Шеллинга было развитие природы, как внешнего объекта, от низших ступеней до пробуждения в ней интеллигенции. Тем самым Шеллинг развивает "динамическое воззрение на природу"

## Интуитивизм
Органом трансцендентального исследования Шеллинг считает интеллектуальную интуицию, то есть способность к внутреннему усмотрению своих собственных актов. В интеллектуальной интуиции интеллигенция непосредственно усматривает свою собственную сущность. Трансцендентальный идеализм приводит Шеллинга к пониманию исторического процесса, как осуществления свободы. Однако поскольку здесь имеется в виду свобода всех, а не отдельных индивидуумов, это осуществление имеет своим ограничением правовой порядок. Создание такого правового порядка совмещает в себе свободу и необходимость. Необходимость присуща бессознательным факторам исторического процесса, свобода — сознательным. Оба процесса ведут к одной и той же цели. Совпадение необходимого и свободного в осуществлении мировой цели указывает на то, что в основе мира лежит некоторое абсолютное тождество, которое и есть Бог.

## Философия религии
Вопрос о возникновении конечного из недр бесконечного относится уже к философии религии. Чувственный мир конечных вещей происходит вследствие отпадения его от Божества. Это отпадение не представляет постепенного перехода, как в эманации, но резкий скачок. Так как только абсолютное обладает истинным бытием, то отделившийся от него материальный мир не есть истинно сущий. Самое отпадение имеет своё обоснование в природе абсолютного, которое представляет единство двойственности. Абсолютное имеет в себе самом своё абсолютное противоположение (Gegenbild); в нём происходит вечное самоудвоение. Эта вторичная природа абсолютного, обладающая свободой, и есть источник отпадения. Отпадение является безвременным мировым актом; оно же составляет принцип греха и индивидуализации. Отпадение есть причина конечного мира, целью которого является возвращение к Богу. Единство мира и Бога должно быть восстановлено. К этому единству ведет и в нём завершается откровение Бога. Вся история, взятая в целом, есть это развивающееся откровение. 
Из всех конечных существ один лишь человек находится в непосредственном взаимодействии с Богом. Взаимодействие это выражается в религии. Шеллинг отличает в религии подготовительную стадию, или мифологию язычества, и религию откровения, то есть христианство. Мифология есть природная религия, в которой религиозная истина раскрывается в естественном процессе развития, подобно тому как в естественном развитии природы постепенно обнаруживается её идейный смысл. Положительная философия Шеллинга представляет в сущности не что иное, как философию религии.

## Русское шеллингианство
Шеллингианство нашло своих последователей и в России. Первыми русскими шеллингианцами были Велланский, Павлов и Галич. В 1823 году в Москве на квартире Одоевского два года (до восстания декабристов) собирался философский кружок "Общество любомудров" (Веневитинов, Киреевский, Погодин, Шевырёв, Кошелёв), где изучалась философия Шеллинга. В 20-е годы выходят три философских шеллингианских журнала: "Атеней", "Мнемозина" и "Московский вестник". Также шеллингианство обсуждалось в кружке Станкевича (в 1831-1835 гг.). Бесспорно влияние Шеллинга на Чаадаева. К 1840 году русское шеллингианство как отдельное явление исчезло, повлияв на основные направления русской философии (русское гегельянство, славянофильство). Испытал влияние шеллингианства и М.Ю. Лермонтов